# Janez II. Polanenski
Janez II., gospod Polanenski (ok. 1325 – 3. november 1378 v Bredi ) je bil gospod Polanena, gospod De Leka in gospod Brede.

## Življenje
Bil je sin Janeza I. Polanenskega in Katarine Brederodske. Grad Polanen blizu Monsterja je bil sedež prednikov družine. Leta 1327 je Janez I. pridobil grad Stari Haerlem. Leta 1339 je Janez II. kupil gospostvo Breda in skupaj z očetom zgradil grad Breda.
Janez je nasledil svojega očeta leta 1342 in prevzel tudi očetovo mesto svetnika grofa Holandije in Zelandije. Jeseni 1343 je spremljal grofa Viljema IV. na romanju v Sveto deželo. Sodeloval je tudi v križarski vojni proti Prusom. Septembra 1345 ni bil prisoten v vojaškem pohodu proti Frizijcem, v kateri je med katastrofalno bitko pri Warnsu umrl Viljem IV. 17. novembra 1345 je Janez II. podelil grad Polanen v sekundarni fevd svojemu mlajšemu bratu Filipu I. Polanenskemu.

### Prva faza vojn trnka in trske
Viljem Duivenvoordski in njegov nečak Janez II. sta bila voditelja tistega, kar je postalo znano kot stranka 'Trnkov' med vojnami trnka in trske. Leta 1350 so odpotovali v Hainaut, da bi se poklonili grofici Margareti II. Nekje med letoma 1347 in 1350 je bil Janez imenovan za gradiščanskega grofa Geertruidenberga. Leta 1350 je kupil gospostvo Breda za 43000 florinov od Janeza III., brabantskega vojvode. Nad Bredo si je pridobil tudi krvno sodstvo.
Vojne Trnka in Trske so se resno začele približno marca 1351. Grad Polanen je bil oblegan 2 tedna in nato porušen. Grad Stari Haerlem je bil zavzet po obleganju, ki je trajalo več kot 6 mesecev, čeprav Janez ni bil prisoten. Obleganje gradu Geertuidenberg je trajalo od oktobra 1351 do avgusta 1352. Tu je kot njegov poročnik poveljeval Janezov brat Filip. Zaradi vojne je Janez izgubil gospostvo De Leka.

### Čas regentstva Alberta Bavarskega
Leta 1358 je Albert Bavarski postal regent Holandije za svojega brata. To je bilo dobro za člane stare frakcije Trnkov. Leta 1358 je bil Janez za svoje izgube nekoliko kompenziran z drugimi fevdi in posestmi.

### Delovanje v Brabantu
Ne glede na poznejše dogodke v Holandiji se zdi, da je Janez svoja prizadevanja osredotočil na razširitev svojih posesti na območju Brede. Zaradi tega je bil bolj brabantski kot holandski gospod.
Janez II. je bil ujet med bitko pri Baesweilerju leta 1371. Nekaj mesecev pozneje so ga izpustili, potem ko so njegovi svojci plačali odkupnino. Leta 1375 je bil imenovan za namestnika grofa v Veliki Holmi.
Janez II. je umrl leta 1378; pokopan je v cerkvi Naše Gospe v Bredi .

## Poroke in potomci
Janez II. Polanenski se je poročil trikrat.
Leta 1340 se je poročil z Odo iz Horne-Altene (1318-1353), hčerko Viljema IV. Hornskega. Imela sta tri otroke:
- Janez III., njegov dedič
- Beatrica ( ok. 1344 – 1394); poročena s Henrikom VIII., sinom Henrika VII.,gospoda Bautershemskega, ki je bil kot Henrik I. tudi gospod Bergena op Zooma, in njegove žene Marije Merksheimske, gospe Wuustwezelske in Brechtske
- Oda ( ok. 1351 – 15. stoletje), poročena s Henrikom III., Montfoortskim gradiščanskim grofom

Leta 1353 se je poročil z Matildo ( ok. 1324 – 1366), nezakonsko hčerko brabantskega vojvode Janeza III. Imela sta dva sinova:
- Dirck iz Lecka († 1416), poročen z Gilisje Kralingensko. Nekaj časa je bil izobčen, ker je bil osumljen sodelovanja pri umoru Alejda Poelgeestske
- Henrik Leck (um. 1427), poročen z Ivano Ghistelleško, je bil svetovalec grofice Jakobe Holandske

Leta 1370 se je poročil z Margareto, hčerko Otona, gospod Lippejskega in Irmgarde Markške. Imela sta enega sina:
- Oton (umrl pred 20. oktobrom 1428), pred letom 1396 poročen s Sofijo, hčerko grofa Friderika III. Bergh-'s-Heerenberškega in Katarine Burenske